# Bruno Cheyrou
Pour les articles homonymes, voir Cheyrou.
Bruno Cheyrou, né le 10 mai 1978 à Suresnes, est un footballeur international français qui évoluait au poste de milieu de terrain avant de se reconvertir en commentateur sportif puis en dirigeant. 
Son frère Benoît Cheyrou (1981-), est également footballeur.

## Biographie

### Carrière de joueur
Formé au Lille OSC, il prend part à vingt matchs de Division 2 et marque six buts lors de la saison 1998-1999, sa première saison professionnelle. La saison suivante, le club nordiste remporte le championnat et se retrouve promu dans l'élite.
Bruno Cheyrou joue son premier match en Division 1 le 29 juillet 2000 lors de la première journée de championnat face à l'AS Monaco. Il prend part à vingt-sept rencontres et marque six buts pour sa première saison dans l'élite et le club réussit une saison exceptionnelle en terminant sur le podium alors qu'il vient tout juste d'être promu en D1.
Lors de la saison 2001-2002, il connaît ses premiers matchs européens. Il joue son premier match lors des barrage de Ligue des champions puis participe à la phase de poule mais le club termine troisième derrière le Deportivo La Corogne et Manchester United mais devant l'Olympiakos et est reversé en Coupe UEFA. Après avoir éliminé l'AC Fiorentina, ils s'inclinent en huitième de finale contre le Borussia Dortmund après deux matchs nuls. En championnat, il prend part à vingt-sept rencontres et marque onze buts, ce qui en fait sa meilleure saison de sa carrière et le club termine cinquième.
Après avoir rejoint Liverpool pour un montant d'environ 11,5 millions d'euros lors de l'été 2002, il honore sa première sélection en équipe de France lors du match amical opposant les Bleus à la Tunisie. Pour sa première saison en Angleterre, il prend part à vingt-neuf matchs toutes compétitions confondues. La saison suivante, il ne joue que dix-neuf matchs.
Après une expérience mitigée à Liverpool où il ne s'impose pas, Bruno Cheyrou revient sous la forme d'un prêt en France pour la saison 2004-2005 à l'Olympique de Marseille mais ne trouve pas une place de titulaire dans l'effectif marseillais.
La saison suivante, Bruno s'engage avec les Girondins de Bordeaux, toujours sous forme de prêt, où il réalise une très bonne saison malgré une blessure en cours d'année. Il retrouve auprès de Ricardo son meilleur niveau et le club termine à la seconde place du championnat pour la saison 2005-2006. Malgré cela, Bordeaux ne lève pas l'option d'achat.
Bruno Cheyrou est alors transféré au Stade rennais. Malgré une adaptation difficile, il devient au fil des matchs un pilier de l'équipe et devient vice-capitaine derrière Étienne Didot. Le club breton réussit à se qualifier pour la Coupe UEFA et à accéder à la quatrième place de Ligue 1 lors de la première saison de Cheyrou à Rennes.
Le 13 janvier 2010, laissé libre par Rennes, il signe un contrat de dix-huit mois avec l'Anorthosis Famagouste. Il ne reste que six mois dans ce club chypriote.
Le 23 juin 2010, il signe un contrat de deux ans en faveur du FC Nantes et en devient le capitaine. Il fait une saison pleine et participe à trente-six matchs toutes compétitions confondues. Sur la phase aller de la saison 2011-2012, il ne prend part qu'à huit rencontres de Ligue 2 pour seulement quatre titularisations. Au milieu de terrain, il n'est que le cinquième choix dans l'esprit de Landry Chauvin derrière Grzegorz Krychowiak, Granddi Ngoyi, Adrien Trebel et Jordan Veretout. Redoutant qu'il transmette son mal-être au vestiaire à la suite de son déclassement, son entraîneur lui propose d'entamer une reconversion avant l'heure en tant que superviseur. Il dispute une dernière rencontre à la Beaujoire le 13 janvier 2012 lors de la réception du SCO Angers (victoire 2-1) et met un terme à sa carrière sportive le 14 février 2012. Bien que cela ne soit pas officialisé, il semble bien occuper un rôle de superviseur lors de la fin de saison, étant notamment aperçu au MMArena pour assister à la rencontre Le Mans-Le Havre ou lors d'un match de National à Vannes.

### Reconversion
Le 1er août 2012, beIN Sports dévoile le nom de ses consultants parmi lesquels figure Bruno Cheyrou. Au côté de Philippe Genin, il commente les grandes rencontres de Serie A, de Ligue des champions, de Ligue Europa et certaines affiches de Ligue 1. Ensemble, ils couvrent l'Euro 2012, la coupe du monde 2014 et la Copa América 2015 puis animent le dimanche 15H00 avec Julien Brun.
Il est membre de la première promotion du Master exécutif pour joueurs internationaux de l'UEFA, programme de formation ayant pour objectif de « développer les qualités des joueurs d’élite pour en faire de brillants managers ». Terminant ce cursus avec succès, il est diplômé du CDES de Limoges fin novembre 2017 en compagnie, notamment, d'Éric Abidal, de Juninho et de Patrick Müller.
Le 14 novembre 2017, le Paris-Saint Germain officialise sa nomination au poste de directeur sportif de la section féminine, poste nouvellement créé à la suite de la demande de l'entraîneur de l'époque, Patrice Lair. En fin de contrat au terme de la saison 2019-2020, il est annoncé parmi les favoris pour succéder à Florian Maurice à la tête de la cellule de recrutement de l'Olympique lyonnais. Son départ du club parisien est officialisé le 15 mai 2020 et il est nommé officiellement responsable du recrutement au sein du club rhodanien le 26 mai 2020,. Il est démis de cette fonction à la fin de l'année 2023 puis Cheyrou annonce quitter OL Groupe en janvier 2024.

## Statistiques
| Saison                | Club                          | Championnat           | Championnat | Championnat | Coupe(s) nationale(s) | Coupe(s) nationale(s) | Compétition(s) continentale(s) | Compétition(s) continentale(s) | Compétition(s) continentale(s) | France | France | Total | Total |
| Saison                | Club                          | Division              | M.          | B.          | M.                    | B.                    | Comp.                          | M.                             | B.                             | M.     | B.     | M.    | B.    |
| 1998-1999             | Lille OSC                     | Ligue 2               | 20          | 6           | 4                     | 0                     | -                              | -                              | -                              | -      | -      | 24    | 6     |
| 1999-2000             | Lille OSC                     | Ligue 2               | 21          | 5           | 2                     | 0                     | -                              | -                              | -                              | -      | -      | 23    | 5     |
| 2000-2001             | Lille OSC                     | Ligue 1               | 27          | 6           | -                     | -                     | -                              | -                              | -                              | -      | -      | 27    | 6     |
| 2001-2002             | Lille OSC                     | Ligue 1               | 27          | 11          | 1                     | 0                     | C1+C3                          | 7+4                            | 3+1                            | -      | -      | 39    | 15    |
| 2002-2003             | Liverpool FC                  | Premier League        | 19          | 0           | 5                     | 0                     | C1+C3                          | 4+1                            | 1+0                            | 2      | 0      | 31    | 1     |
| 2003-2004             | Liverpool FC                  | Premier League        | 12          | 2           | 4                     | 2                     | C3                             | 3                              | 0                              | 1      | 0      | 20    | 4     |
| 2004-2005             | Olympique de Marseille (prêt) | Ligue 1               | 19          | 1           | 1                     | 0                     | -                              | -                              | -                              | -      | -      | 20    | 1     |
| 2005-2006             | Girondins de Bordeaux (prêt)  | Ligue 1               | 26          | 1           | 4                     | 0                     | -                              | -                              | -                              | -      | -      | 30    | 1     |
| 2006-2007             | Stade rennais FC              | Ligue 1               | 35          | 3           | 3                     | 0                     | -                              | -                              | -                              | -      | -      | 38    | 3     |
| 2007-2008             | Stade rennais FC              | Ligue 1               | 27          | 0           | 3                     | 0                     | C3                             | 6                              | 2                              | -      | -      | 36    | 2     |
| 2008-2009             | Stade rennais FC              | Ligue 1               | 23          | 4           | 5                     | 0                     | CI+C3                          | 1+2                            | 0                              | -      | -      | 31    | 4     |
| 2009-2010             | Stade rennais FC              | Ligue 1               | 8           | 0           | 1                     | 0                     | -                              | -                              | -                              | -      | -      | 9     | 0     |
| 2009-2010             | Anorthosis Famagouste         | Ligue Marfin Laiki    | 11          | 2           | -                     | -                     | -                              | -                              | -                              | -      | -      | 11    | 2     |
| 2010-2011             | FC Nantes                     | Ligue 2               | 32          | 1           | 4                     | 0                     | -                              | -                              | -                              | -      | -      | 36    | 1     |
| 2011-2012             | FC Nantes                     | Ligue 2               | 9           | 0           | 2                     | 0                     | -                              | -                              | -                              | -      | -      | 11    | 0     |
| Total sur la carrière | Total sur la carrière         | Total sur la carrière | 316         | 42          | 39                    | 2                     | -                              | 28                             | 7                              | 3      | 0      | 386   | 51    |

### Liste des matchs internationaux
| Matchs internationaux de Bruno Cheyrou | Matchs internationaux de Bruno Cheyrou | Matchs internationaux de Bruno Cheyrou | Matchs internationaux de Bruno Cheyrou | Matchs internationaux de Bruno Cheyrou | Matchs internationaux de Bruno Cheyrou | Matchs internationaux de Bruno Cheyrou                             |
|                                        | Date                                   | Lieu                                   | Adversaire                             | Résultat                               | Compétition                            | Notes                                                              |
| -------------------------------------- | -------------------------------------- | -------------------------------------- | -------------------------------------- | -------------------------------------- | -------------------------------------- | ------------------------------------------------------------------ |
| 1.                                     | 21 août 2002                           | Stade du 7 novembre, Radès, Tunisie    | Tunisie                                | 1 - 1                                  | Match amical                           | Entre en jeu à la place de Lilian Thuram à la 75e minute de jeu.   |
| 2.                                     | 12 octobre 2002                        | Stade de France, Saint-Denis, France   | Slovénie                               | 5 - 0                                  | Éliminatoires Euro 2004                | Entre en jeu à la place de Sylvain Wiltord à la 75e minute de jeu. |
| 3.                                     | 31 mars 2004                           | De Kuip, Feyenoord, Pays-Bas           | Pays-Bas                               | 0 - 0                                  | Match amical                           | Entre en jeu à la place de Ludovic Giuly à la 46e minute de jeu.   |

## Palmarès
Avec le Lille OSC, il est Champion de France de D2 en 2000. C'est le seul titre de sa carrière, malgré une finale de Coupe de France en 2009 avec le Stade rennais. Il est également vice-champion de France avec les Girondins de Bordeaux en 2006.

## Vie privée
Il est le frère aîné de Benoît Cheyrou, qui a joué milieu de terrain notamment à l'Olympique de Marseille.